# ベルベルの旗

ベルベルの旗-比率2：3

ベルベルの旗 （ ベルベル語 ： Akenyal Amaziɣ 、 ⴰⴽⴻⵏⵢⴰⵍ ⴰⵎⴰⵣⵉⵖ ）は、抗議者、文化的および政治的活動家を含む多くのベルベル人が採用した旗。しかし現在は地元住民の大多数によって規制されている。 現在、 アフリカの 10か国、すなわちモロッコ 、 アルジェリア 、 チュニジア 、 リビア 、 モーリタニア 、 マリ 、 ニジェール 、 ブルキナファソ 、 エジプト 、 カナリア諸島のベルベルの政治的および文化的活動家や組織が使用している。 
フラグに発足したワルデアの町カビリアに位置のTizi Wezzu 、州アルジェリア長老アルジェリアカビリア人することにより、 ベテラン 、 ユースフ マドコール 

## 歴史
1970年代、 ベルベルアカデミー （ Agraw Imazighen ）が最初のベルベルフラグを提案しました。 1998年、 世界アマジグ議会は、カベルナ諸島の ラスパルマスにあるタフィラで 、かつてベルベル人であるグアナシュ族が住んでいた旗を公式にした。 
フラグは、青色、緑色、黄色水平同じ高さのバンド、とから構成されティフィナグ文字の文字YAZ 。

## 説明
各色は、 北アフリカのベルベル人が住んでいた地域であるタマズガの側面に対応しています 。 
- 青は地中海と大西洋を表しています。
- 緑は自然と緑の山を表します。
- 黄色はサハラ砂漠の砂を表します。

YAZヤズは （ ⵣ ）Amazighモットーを象徴します  ：「 自由人、自由女。 フリーピープル 」。 ベルベル人自身の名前（ エンドニーム ）。 それは、 生命の色である赤です。 
このようにベルベルの旗は、彼らの土地であるタマズガと調和して暮らすアマズィグ族全体を象徴しています。 

## こちらもご覧ください
- ベルベリズム
- ベルベルラテン系のアルファベット
- ティフィナ
- ベルベル神話
- モハンド・アラヴ・ベサウド

1. ↑  Yahia ARKAT (2019年1月10日). “Aux origines de l’emblème amazigh” (フランス語). 2019年11月10日閲覧。